# Hôpital Antonio-Cardarelli
Pour les articles homonymes, voir Cardarelli.
L'Hôpital Antonio Cardarelli de Naples est le plus grand hôpital de Campanie et d'Italie du Sud, et le premier au niveau national pour le traitement des brûlures. 

## Histoire
La construction de l'hôpital a commencé en 1927, (architecte Alessandro Rimini) et a été terminé en 1934 dans un bâtiment central pour les bureaux administratifs, alors que dans les années 1939-1940 ont été achevés les pavillons derrière le bâtiment principal. La structure entière a été officiellement ouverte et mise en service en 1942. 
Le complexe a été construit sur une colline, avec le Camaldoli derrière lui (458 mètres d’altitude) et faisant face à une vaste esplanade panoramique sur la ville, et donc parfaitement exposé dans la région de l’actuelle Rione Alto considérée comme idéale tant pour l’altitude (environ 250 m) que pour la possibilité de connexion rapide à partir de différents itinéraires de la ville. Le nom initialement défini (Nouvel hôpital moderne de Naples) a été initialement préféré à celui du 23 mars ; ce nom voulait rappeler, dans le climat politique du temps, la date de fondation des faisceaux de combat. Le 19 août 1943, le complexe porta définitivement le nom d'Antonio Cardarelli, un clinicien réputé pour ses recherches. 
L'héliport de la structure a été construit en 1974. En 1988, la nouvelle structure dédiée à l'orthopédie et à la rééducation a été inaugurée. Enfin, en 1990, la nouvelle salle d'urgence a été ouverte au public.  